# Calesia flabellifera
Calesia flabellifera là một loài bướm đêm trong họ Erebidae.